# Hohe Hölle
Die Hohe Hölle ist ein 894 m ü. NHN hoher Berg zwischen Bischofsheim in der Rhön und Gersfeld auf der bayerisch-hessischen Grenze in der Rhön.

## Geographie

### Geographische Lage
Die Hohe Hölle befindet sich in der „Hohen Rhön“ und ist der nordöstlichste Gipfel des Dammersfeldrückens. Innerhalb des Biosphärenreservats Rhön sowie der Naturparks Bayerische Rhön und Hessische Rhön erhebt sie sich auf der Grenze der Landkreise Rhön-Grabfeld (Bayern) im Osten und Fulda (Osthessen) im Westen. Die höchste Stelle ihrer Bergkuppe liegt knapp 50 m westlich der bayerisch-hessischen Grenze auf hessischem Gebiet zwischen den Grenzbergen Heidelstein (925,7 m ü. NHN) im Nordosten und Himmeldunkberg (887,9 m ü. NHN) nur rund 500 m im Süd-Südwesten, mit dem sie einen Doppelgipfel bildet.
Ungefähr 4 km nordwestlich der Hohen Hölle liegt der Hauptort der hessischen Gemeinde Gersfeld, rund 4,8 km südöstlich der Kernort der Stadt Bischofsheim.

## Wasserscheide
Über die Hohe Hölle verläuft der Abschnitt Himmeldunkberg–Hohe Hölle–Heidelstein der Rhein-Weser-Wasserscheide. Der Bach Moorwasser, der vom Berg in Richtung Osten verläuft, fließt über Schwarzbach, Brend, Fränkische Saale und Main in den Rhein, der Bach Pfortwasser, der vom Berg in Richtung Nordwesten verläuft, fließt über die Fulda in die Weser.

## Geschichte
Auf dem bayerisch-hessischen Grenzberg Hohe Hölle zeugen von der ehemaligen Grenze zwischen Königreich Bayern und Königreich Preußen 1872 gesetzte Grenzsteine.
Am Nordosthang der Hohen Hölle befindet sich mit dem „Schwedenwall“ eine Dreieckschanze. Sie wurde wahrscheinlich während des Dreißigjährigen Kriegs durch schwedische Truppen angelegt, um den unten vorbeiführenden Abschnitt Bischofsheim–Gersfeld der Passstraße über die Rhön zu sichern oder zu sperren. Außerdem konnten sich Soldaten hinter dem Wall verbergen und Geschütze in Stellung bringen. Vorher war diese Anlage Teil der aus dem Mittelalter stammenden Landwehr. Sie ist als Hahl, Höhl oder Hähl bekannt, diente als Grenzsicherung und bestand aus einem bis zu 22 m breiten Graben-Wall-System.

## Verkehrsanbindung, Wandern, Sport
Westlich der Hohen Hölle verläuft durch Gersfeld die B 279, nordwestlich führt nach Gersfeld die B 284 und östlich die B 278 nach Bischofsheim. Von diesen Straßen zweigen Forst-, Wald- und Wanderwege zur Bergkuppe der Hohen Hölle ab. Direkt nördlich vom zuvor erwähnten „Schwedenwall“ befindet sich eine Skipiste mit Skilift. Der kürzeste Zugang führt vom Schwedenwall in etwa 20–30 Minuten steil auf den Gipfel, von dem sich eine weite Aussicht nach Osten über das Grabfeld bietet.